# Anna Elisabeth von Schlebusch

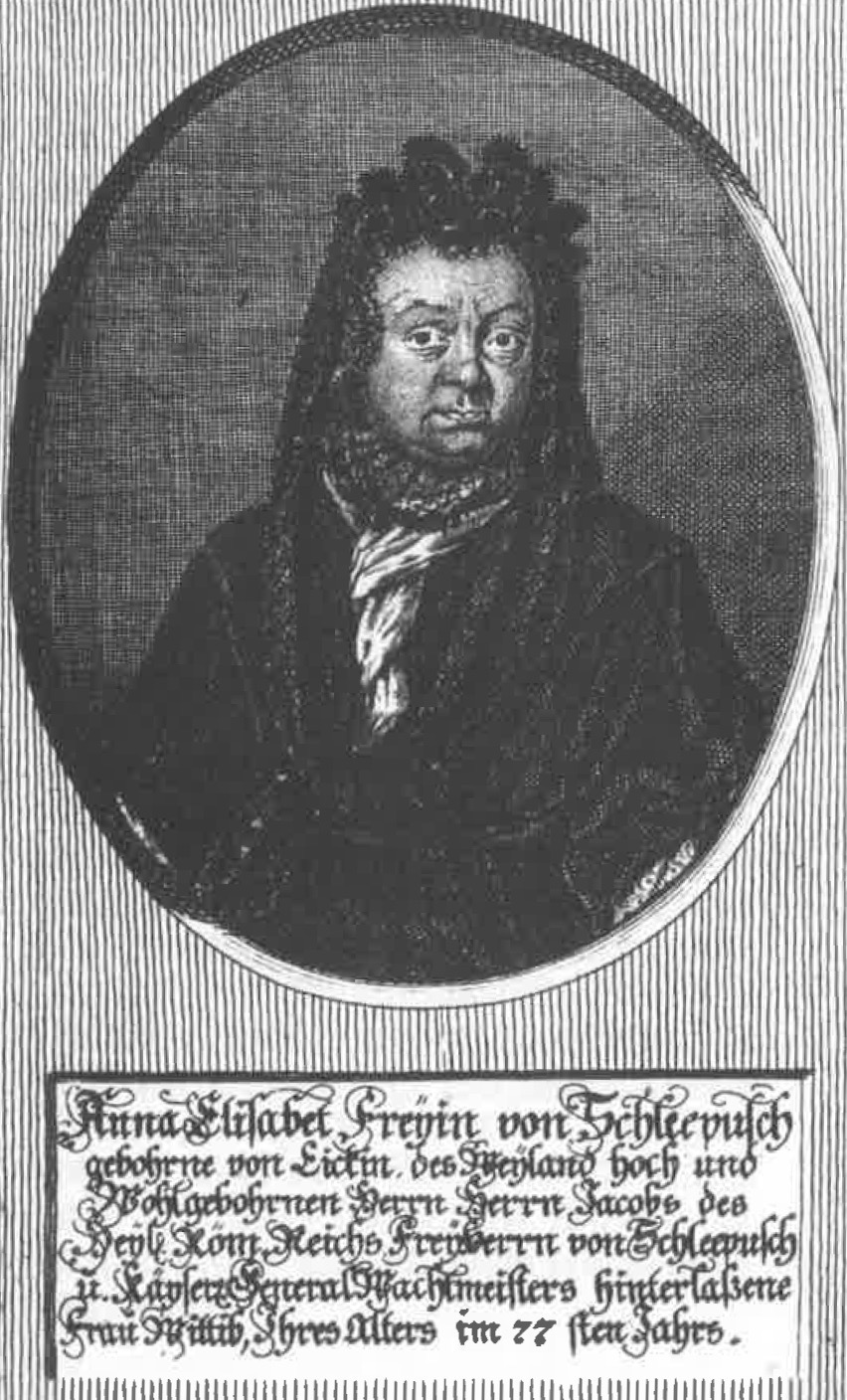
Porträt von Anna Elisabeth Schlebusch in ihrem 77. Lebensjahr

Anna Elisabeth von Schlebusch, auch Anna Elisabeth von Schleebusch, (geb. Eick) (* 23. Januar 1626 in Schlesien; † 20. März 1706 in Polwitz) war eine schlesische Baronin und Freifrau sowie religiöse Schriftstellerin.

## Leben
Anna Elisabeth von Schlebusch ist die Tochter von Adam von Eick und dessen Ehefrau (geb. von Salza). Sie wuchs während des Dreißigjährigen Krieges in Schlesien auf. Ihre Mutter verstarb als sie neun Jahre alt war; ihr Vater fiel im Krieg. Aufgrund des Krieges floh sie erst nach Jauer (pol. Jawor) und später nach Schweidnitz (pol. Świdnica). Während einer schwedischen Belagerung der Stadt Schweidnitz im Jahr 1642 erlebte sie eine Hungersnot, die ihr beinahe das Leben gekostet habe. Am 9. April 1645 heiratete Anna Elisabeth den Freiherrn Jakob von Lundi, der zu dieser Zeit Oberleutnant der schwedischen Krone war. Das Ehepaar hatte zwei Kinder; einen Sohn, der bereits als kleines Kind verstarb und eine Tochter: Maria Elisabeth von Zedlitz. Auch Schlebuschs Tochter starb jung. Nach dem Tod ihres ersten Ehemannes heiratete sie am 9. Juni 1661 den Freiherrn Jacob von Schlebusch, einen kaiserlicher Feldwachtmeister. Aus dieser Ehe gingen drei Kinder hervor, darunter eine Tochter mit dem Namen Susanne Elisabeth von Schlebusch. Die anderen zwei Kinder verstarben im Kindesalter. Nach dem Tod ihres zweiten Ehemannes, Jacob von Schlebusch, im Jahr 1675 lebte die verwitwete Anna Elisabeth alleine auf ihren Gütern in Polwitz (pol. Polwica), wo sie im Jahr 1706 verstarb.

## Werk
Anna Elisabeth von Schlebusch verfasste verschiedene theologische Werke. Diese verorten sich in der Gattung der Erbauungs- und Gebetsliteratur. Ihre religiös-theologische Bildung hat sich die Schriftstellerin wahrscheinlich autodidaktisch erworben. Dem Schreiben widmete sie sich nach dem Tod ihres zweiten Ehemannes im Jahr 1675.
Ihre Werke halten sich an die Lebensordnung des Luthertums dieser Zeit. Sie bedient sich einem gut verständlichen, einfachen Stil, der auf die Überzeugung des Gemütes abzielt. Autorinnen dieser Zeit tendierten darauf, einfach zu schreiben, um mögliche Sanktionen zu umgehen. Außerdem erinnern die metrisch geregelten Werke in ihrer Form an Kirchenlieder, was für diese Zeit typisch ist.
Die Werke der Schriftstellerin behandeln die Lebensrealitäten von Frauen in einer patriarchalen Gesellschaftsordnung; darunter thematisieren sie Fragen wie Mutterschaft oder Witwenstand. Zudem reflektieren sie auch den Dreißigjährigen Krieg.
In geistliche Ehrenpforte zu fleissiger Uebung des wahren Christenthumes (Frankfurt, 1677) betrachtet die Autorin das Sechstagewerk der göttlichen Schöpfung und greift damit den Hexaëmeron-Kommentar auf. Am sechsten Tag der Schöpfung, bei der Erschaffung des Menschen, spricht sie die Gottesebenbildlichkeit beiden Geschlechtern zu. Adam und Eva – das Menschenpaar – werden in diesem Abschnitt Gott als Braut zur Seite gestellt und evozieren so das Bild des androgynen Adams.
Er [der Mensch] war Gott dem Herren in den aller schönsten Tugenden gleichförmig

und gleichsam Gott und allen heil. Engeln ein Spiegel in den Augen; als nun der Mensche also bereitet war

stund er für dem allmächtigen Schöpfer

als eine Braut in ihrem schönsten Schmuck

und der Schöpffer hatte seine Lust und Gefallen an dieser Braut

er vertrauete sich mit ihr

vereinigte und verband sich mir ihr im Paradieß unter dem Baum des Erkänntnis Gutes und Böses
Bei Anmuthiger Seel=erquickender Würtz=Garten (Leipzig, 1702) handelt es sich um eine Gebetesammlung. Das Werk ist in einer formal einfachen Sprache verfasst und richtet sich an eine breite Gesellschaftsschicht. Das Werk behandelt Thematiken wie Elternschaft, Ehe, Witwenschaft, Schwangerschaft aber auch kirchliche Predigten und Autoritäten. Es hat keinen subversiven Charakter, dennoch verwendet es weibliche und männliche Gottesmetaphern und kritisiert Autoritäten unabhängig ihres Geschlechts. Zudem reflektieren die Gebete Anna Elisabeths Erfahrungen aus dem Dreißigjährigen Krieg. Neben spezifisch weiblich elterlichen Pflichten reflektiert Schlebusch in diesem Werk auch ihre Aufgaben als Großmutter und vergleicht sich dabei mit Jakob, der neben seinen eigenen auch die Kinder seines Sohns Josephs gesegnet hat.
Das Werk biblischer Auszug der ganzen heiligen Schrift alten und neuen Testaments (Leipzig, 1703) ist eine Übersetzung von Bibelteilen auf Deutsch. Historische Teile sollen eher kurz gehalten sein. Jedoch sollen die Paulusbriefe in ähnlicher Ausführung wie in der Bibel selbst behandelt werden. Zudem sind Vorreden und Kommentare von Martin Luther in diesem Werk vorhanden.

### Rezeption
Nach dem Tod von Anna Elisabeth von Schlebusch wird sie in ihrer Leichenpredigt für ihre schriftstellerischen Tätigkeiten von der Kirche gelobt und von den Ideen des Pietismus losgesagt. So wurde sie von einem Mitglied der evangelischen Kirche, Herrn Scharff zu Schweidnitz, „die Krone unsres Schlesischen Frauenzimmers“ genannt und für ihr religiöses Wirken und ihre Gottesfurcht gepriesen. Das Werk Anmuthiger Seel=erquickender Würtz=Garten (Leipzig, 1702) war Bestandteil der Bibliothek der Herzogin Elisabeth Juliane von Braunschweig-Wolfenbüttel, was für ihre Verbreitung zu dieser Zeit spricht. Valentin Ernst Löschers Journal Unschuldige Nachrichten von Alten und Neuen Theologischen Sachen bespricht in der Ausgabe des Jahres 1704 Schlebuschs Werk biblischer Auszug der ganzen heiligen Schrift alten und neuen Testaments (Leipzig, 1703) und kritisiert an diesem, dass sie die 'schwierigen Stellen der Bibel' ausgelassen hat. Eine weitere Ausgabe des Journals aus dem Jahr 1705 preist den Nutzen und das Wirken Schlebuschs Werk. Diese Ausgabe geht genauer auf geistliche Ehrenpforte zu fleissiger Uebung des wahren Christenthumes (Frankfurt, 1677) ein; das Werk sei mit sinnreichen Gleichnisse und Sprüchen ausgebaut und verweise vorbildhaft auf Martin Luther.

## Schriften (Auswahl)
- geistliche Ehrenpforte zu fleissiger Uebung des wahren Christenthumes. Frankfurt 1677 (online).
- geistliche und häusliche Seelenapothecke. Frankfurt und Leipzig 1689 (online).
- Anmuthiger Seel=erquickender Würtz=Garten. Leipzig 1702 (online).
- biblischer Auszug der ganzen heiligen Schrift alten und neuen Testaments. Leipzig 1703 (online).
- geistliche Andachten auf die vornehmste Feste und Feyertäge des ganzen Jahres nebst heilsamer Betrachtung des Leidens und Sterbens Jesu Christ. Leipzig, 1703 (online).